# Wratislavia Cantans國際音樂節
Wratislavia Cantans國際音樂節是歐洲的古典樂領域中最重要的大事之一，由安爵·馬爾科夫斯基在1966年創辦。日內瓦歐洲音樂節協會（European Association of Music Festivals）在1978年將Wratislavia Cantans國際音樂節登記在案，使其正式成為國際性的音樂節，不過這個音樂節在創辦之初，便已開始邀請國外藝術家參與。
Wratislavia Cantansup音樂節主要部分是人聲表演。從聲樂演奏，通過配音表演，到合唱和清唱音樂等，呈現不同形式和類型的人聲，表演參與者可達數十名。